# Dichochrysa budongensis
Dichochrysa budongensis är en insektsart som beskrevs av Hölzel 2001. Dichochrysa budongensis ingår i släktet Dichochrysa och familjen guldögonsländor. Inga underarter finns listade i Catalogue of Life.